# Limnoria indica
Limnoria indica is een pissebed uit de familie Limnoriidae. De wetenschappelijke naam van de soort is voor het eerst geldig gepubliceerd in 1958 door Becker & Kampf.